# Розпис по тілу
Розпис по тілу або Бодіпейнтінг (від англ. bodypainting) — найпоширеніший вид боді-арту, у якому основне місце займає розмальовування обличчя й тіла.

## Бодіпейтинг як мистецтво
Бодіпейнтинг є продовженням мистецтва татуювання та макіяжу. Його прояви можуть бути абсолютно різними — від невеликих малюнків, що займають лише невелику частину тіла, до величезних декорацій, що імітують костюм, і, відповідно, займають майже все тіло людини. Сьогодні на ринку присутній величезний вибір як фарб (є й гіпоалергенні), так і способів їх нанесення — наприклад, аерографи, які також використовуються для рівномірного нанесення автозасмаги в косметичних салонах. Сам же бодіпейнтинг еволюціонував у бік боді-арту — напрямку мистецтва, де об'єктом малювання для художника є тіло іншої людини — моделі. Сучасний боді-арт також включає в себе елементи скульптури і фотомистецтва — майстри цього напрямку показали, яким чудесним матеріалом є людське тіло.
На сьогоднішній день цей вид мистецтва вкрай популярний — проводяться цілі фестивалі бодіпейтингу, на яких найкращі художники показують своє вміння перетворювати людські тіла у твори мистецтва, демонструю при цьому різні напрямки і техніки малювання.

## Історія
У стародавні часи прикраса тіла було пов'язано з ритуалами племені: тіла воїнів оздоблювала таким чином, щоб підкреслити їх войовничість і викликати страх у противників. Також відповідне розфарбовування служило захистом від злих духів. Естетика таких прикрас хоч і була важлива, але все-таки стояла на другому місці — головним був конкретний символ, який вказує місце людини в племінній ієрархії.
Шамани оздоблювали собі обличчя під час ритуальних церемоній, про час яких викликали духів. Малюнки були найрізноманітніші — від звірів і природних стихій до зображень богів і, власне, духів. З часом навіть жінки, які в ті часи часто перебували на нижчих щаблях племінної ієрархії, почали прикрашати своє тіло малюнками. Однак, прикрашаючи свої тіла, жінки переслідували дещо інші цілі — перш за все, вони прагнули стати більш привабливими, додатково підкресливши свою сексуальність для потенційних залицяльників. Саме з таких спроб прикрасити сові тіло почалася історія жіночого макіяжу — правда, сучасні косметичні засоби і способи їх нанесення значно відрізняються від первісних.
Макіяж повинен був підкреслювати як пашить здоров'ям жіноче обличчя, і таким чином показувати, що за здоровою подобою криється не менш здорове тіло. Наприклад, в Індії вкрай популярною була натуральна фарба — хна: нею оздоблювали не тільки обличчя, але й долоні рук і ступні — частини жіночого тіла.
Що стосується малюнків на тілі — вони носили зовсім різні функції, і не тільки серед примітивних племен. Деякі християни таким чином увічнювали на своєму тілі пам'ять про паломництво в Святу Землю, деякі просто наносили символ віри на тіло — таким чином легше розпізнати одновірців. Також татуювання несли і «наказово-повчальну» функцію — відповідні мітки часто залишали на тілах злочинців, військовополонених, засуджених. Таким чином, вони відрізнялись від суспільства, а також не давали забути події і провини, безпосередніми учасниками яких вони були.
Знадобилося чимало часу, щоб популярною стала прикраса тіла з виключно естетичною функцією. Вважається, що вперше декорування людського тіла було зведено в ранг мистецтва в Японії — тут в першу чергу звертали увагу на естетичність і майстерність виконання, а не на смислове навантаження. Популярними стали як натуральні, м'які кольори природних мотивів, так і зображення казкових і міфологічних персонажів, таких як дракони і величезні змії. З роками для декорування відводилося все більше місця на тілі — не використовувалися тільки обличчя, вуха, долоні рук і стопи — тіло повинне бути прикрашеним, а не знівеченим.

## Галерея

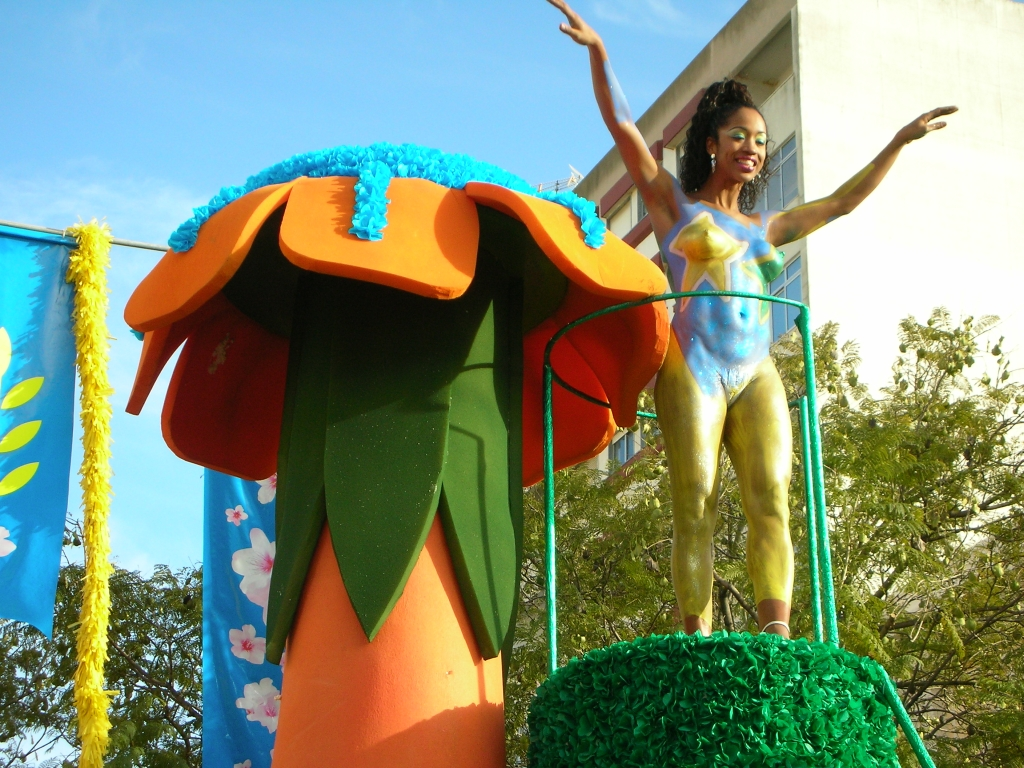
Карнавал в Лоуле
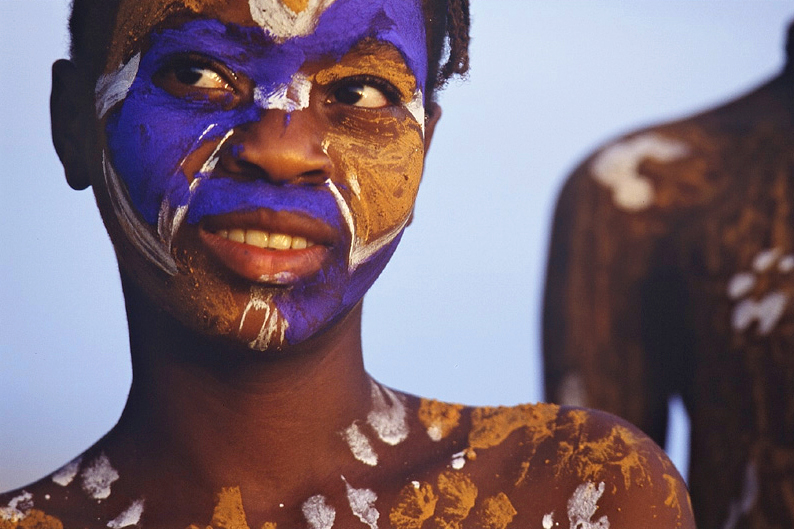
Ліберійська танцівниця
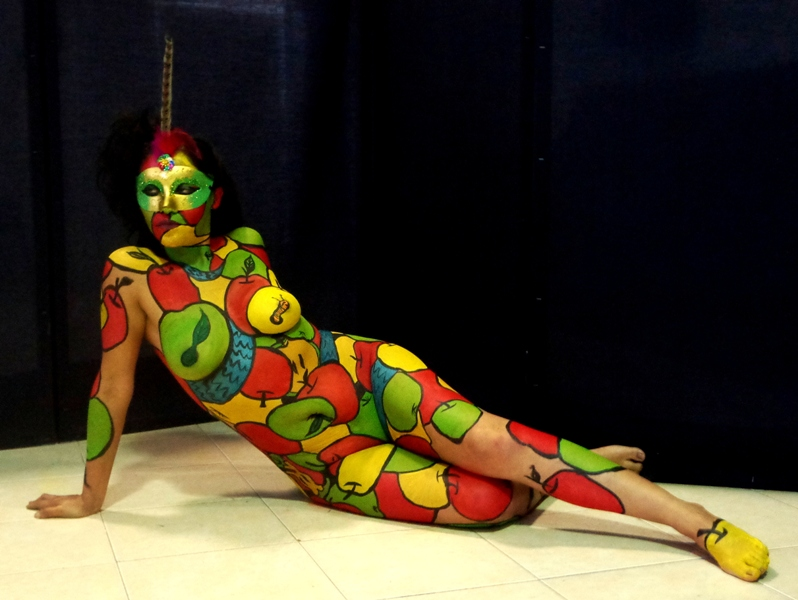
Розпис тіла
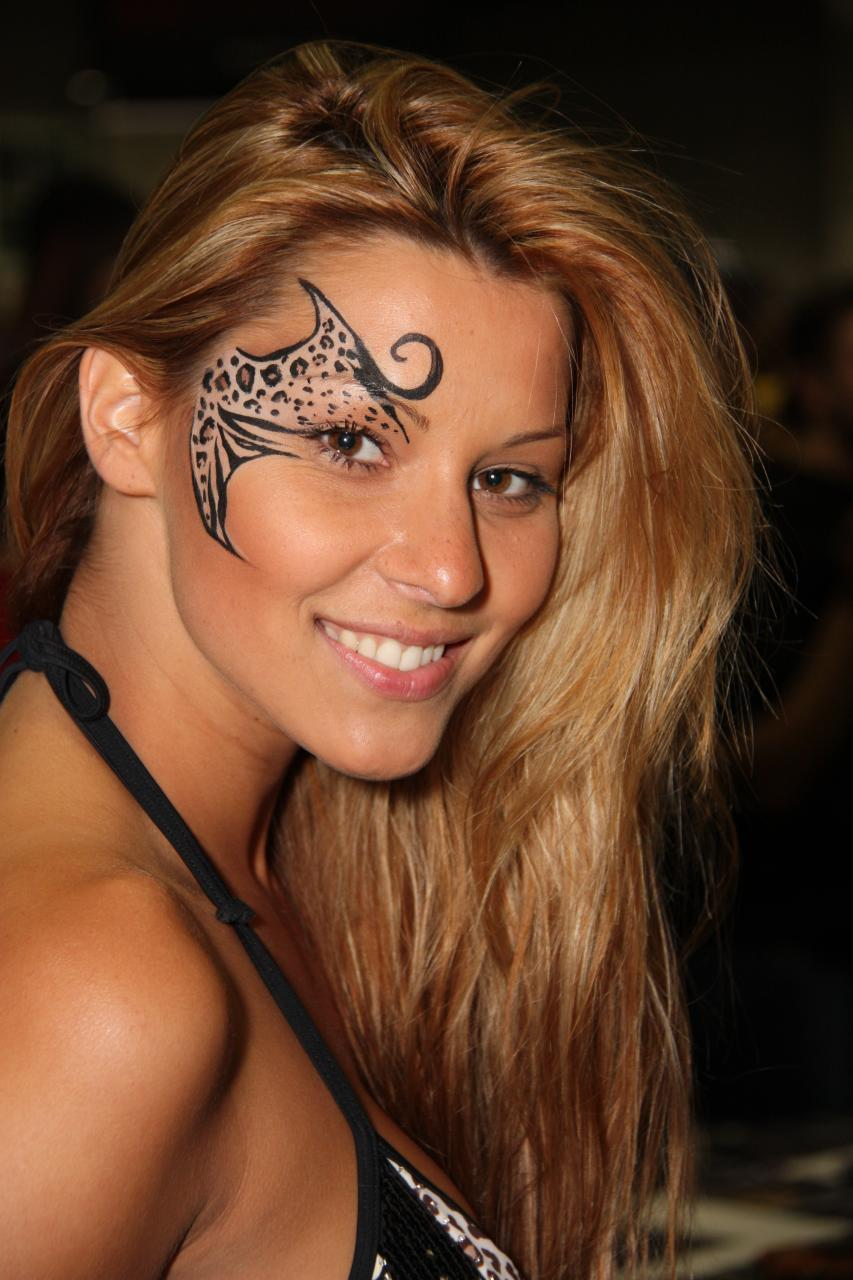
Розпис обличчя
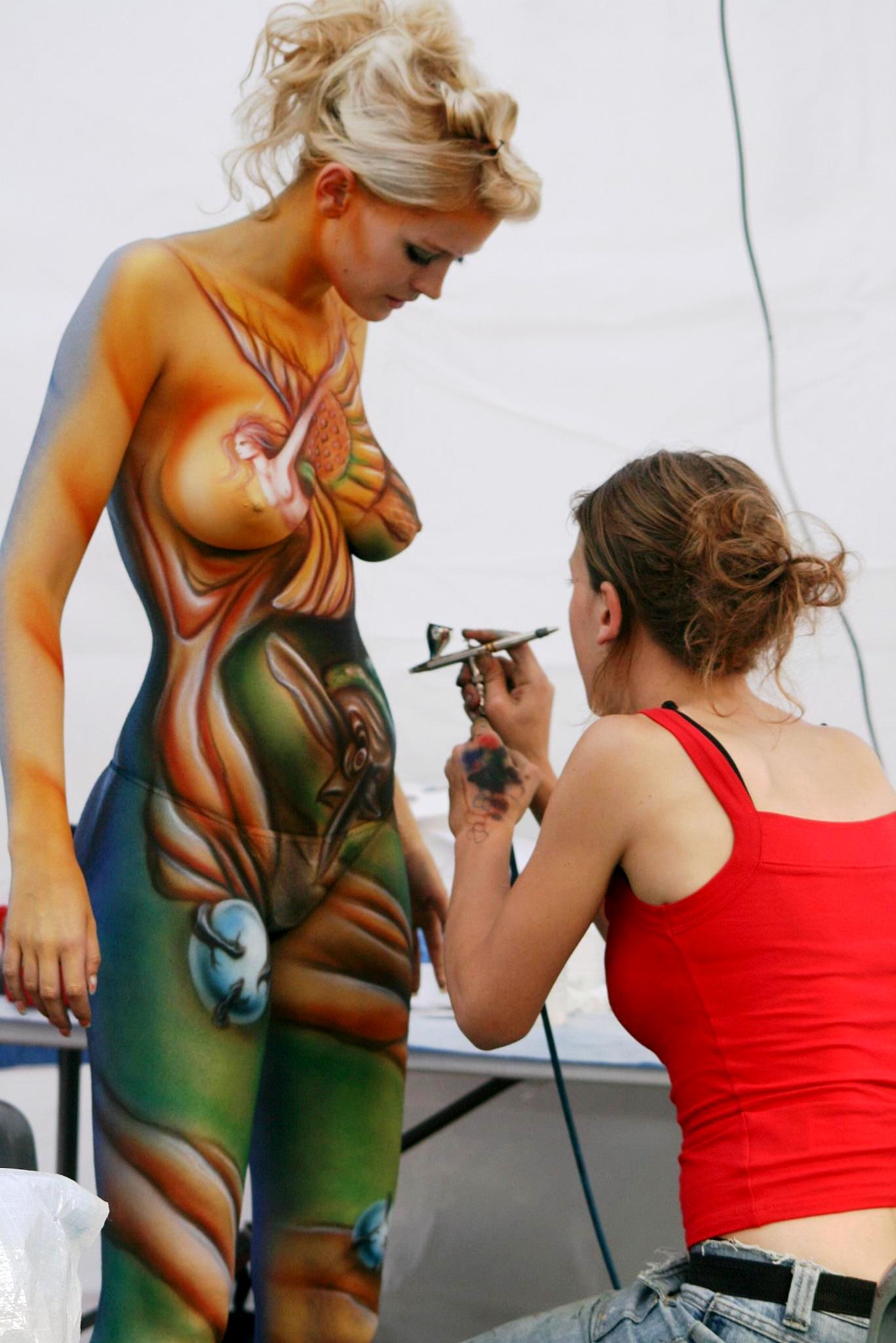
Процес розмальовування тіла
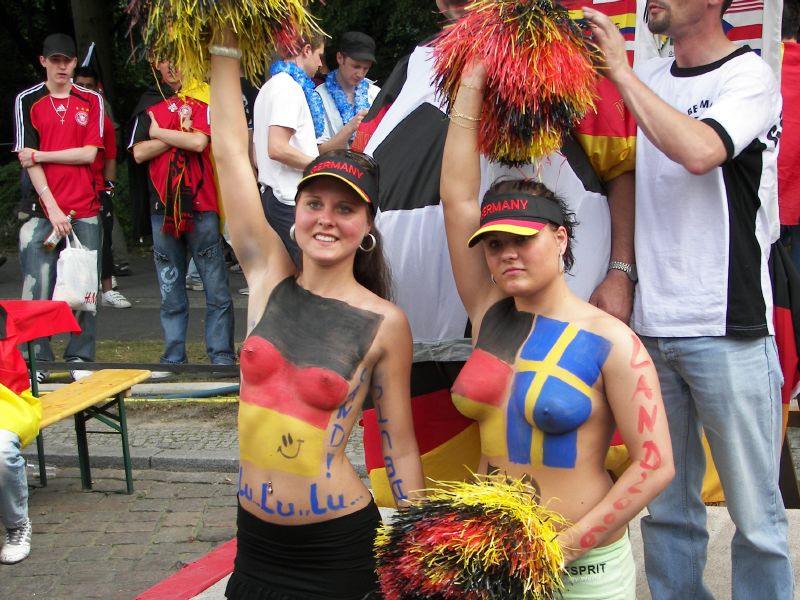
Вболівальниці на чемпіонаті світу з футболу 2006 року
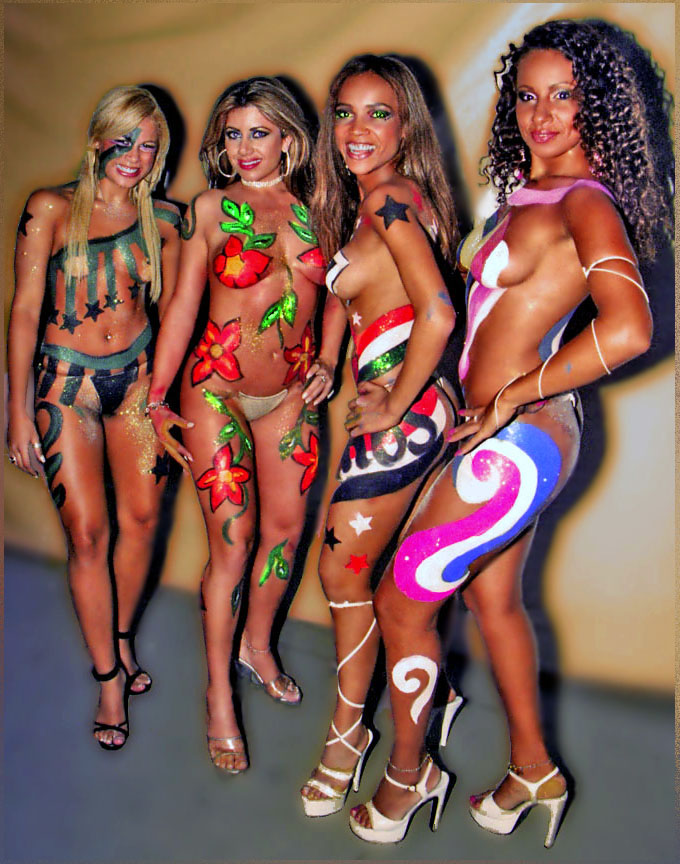
Груповий розпис тіла
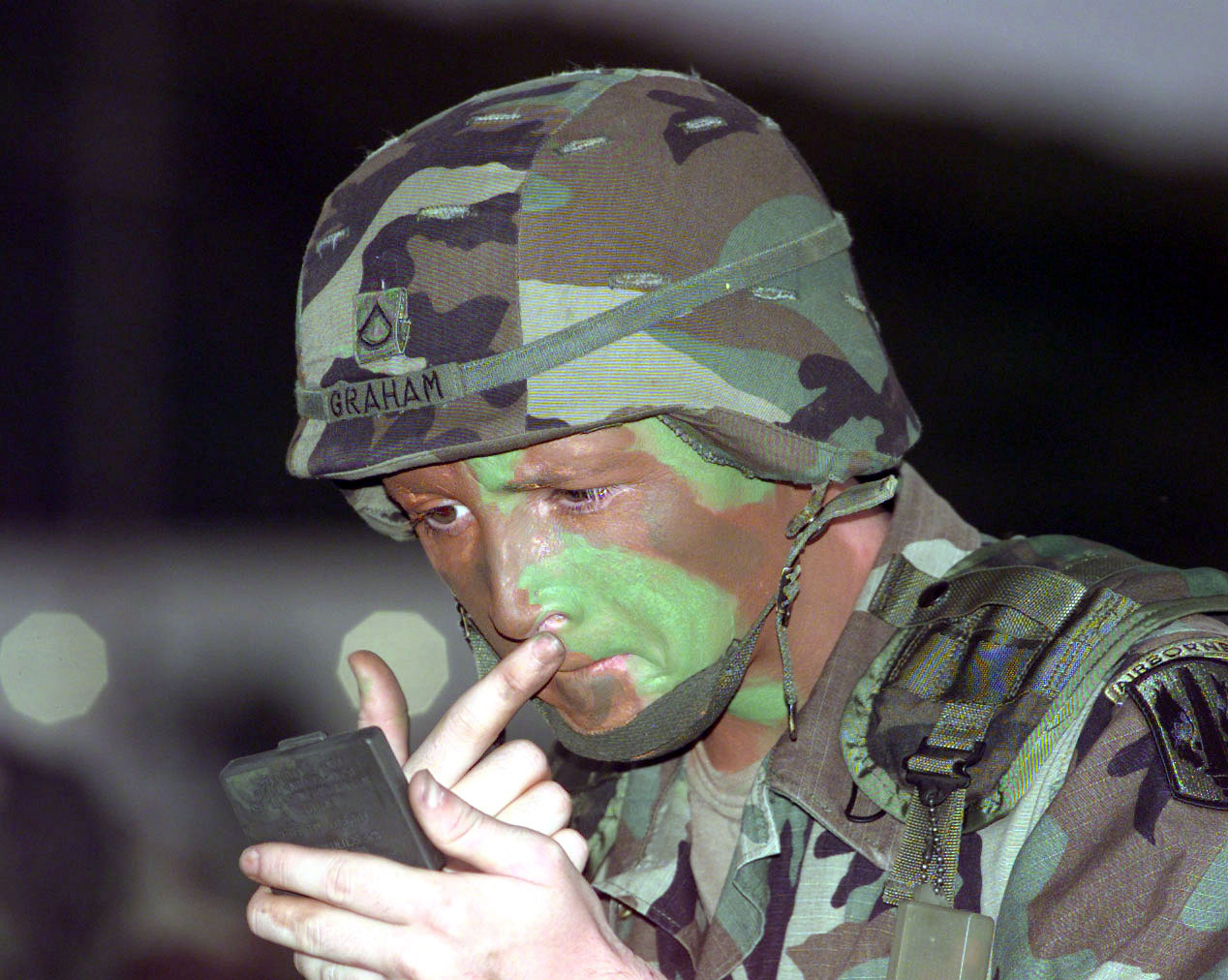
Солдат зі США наносить камуфляж під час військових навчань в Пуерто-Рико 1998 року
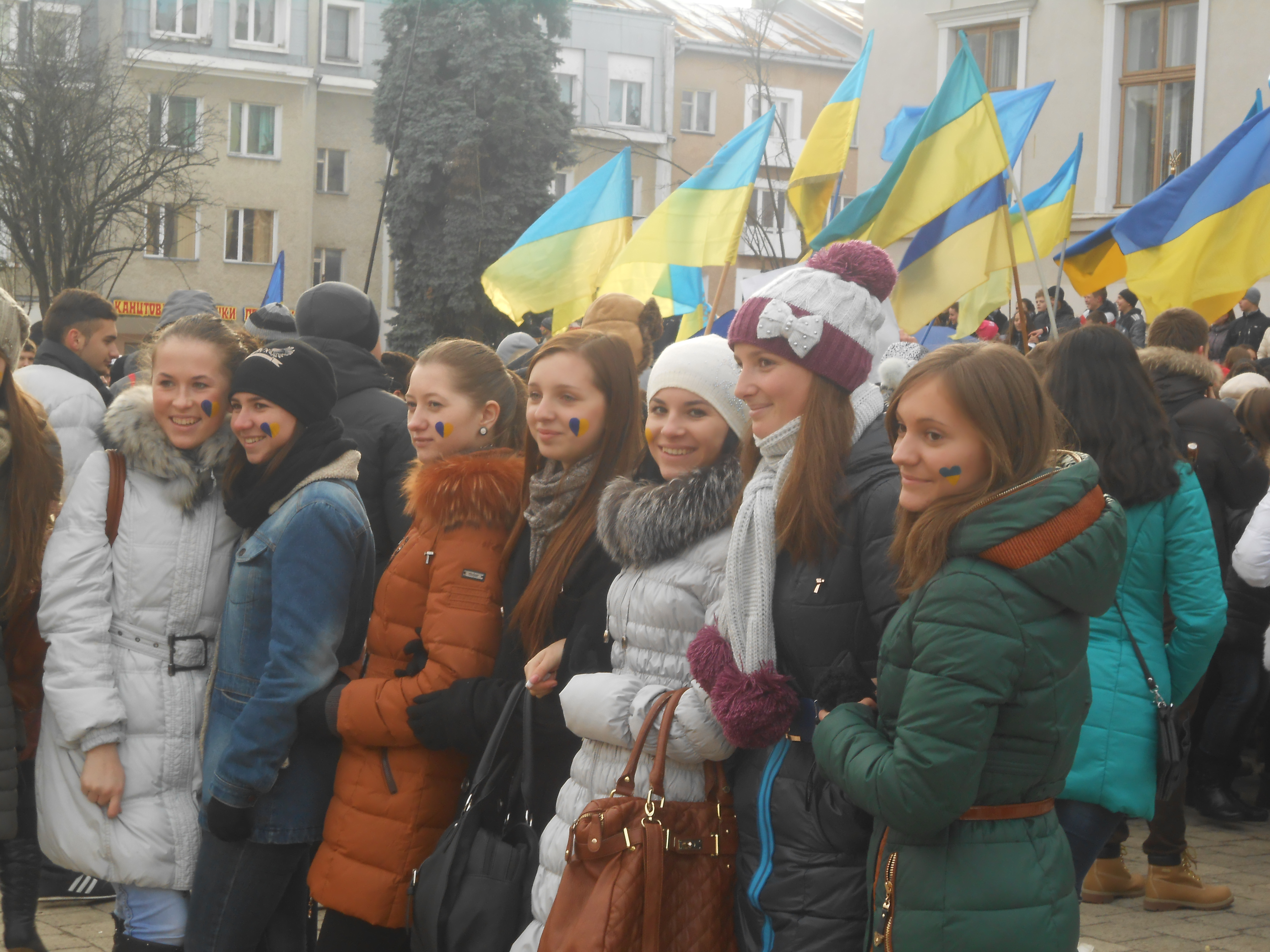
Мітинг в Дрогобичі перед Дрогобицькою ратушею на підтримку Євромайдану та підписання Угоди про асоціацію між Україною та Європейським Союзом 27 листопада 2013 року